# Klein Middelwijk
Klein Middelwijk is een rijksmonument aan de Lange Brinkweg 66/Kerkpad Zuidzijde 63 in Soest in de provincie Utrecht. 
De tot woning verbouwde langhuisboerderij aan het Kerkpad ZZ 66 is gebouwd in de achttiende eeuw
Het pand heeft gepleisterde gevels, een rieten wolfdak en vensters met 9- en 15-ruitsschuiframen. In het pand is een edelsteenslijperij gevestigd.
Klein Middelwijk is genoemd naar het buitenhuis Middelwijk dat aan het Kerkpad 77 stond en in 1971 gesloopt is.